# Janówka (powiat łódzki wschodni)
Janówka – wieś w Polsce położona w województwie łódzkim, w powiecie łódzkim wschodnim, w gminie Andrespol.
Ziemie, na których powstała Janówka, zostały wydzielone z majątku Bedoń w wyniku aktu notarialnego z dnia 21 grudnia 1812 roku zawartego pomiędzy przyszłymi osadnikami a właścicielami majątku Bedoń.
W latach 1975–1998 miejscowość należała administracyjnie do ówczesnego województwa łódzkiego. Najdalej położone od Andrespola sołectwo gminy Andrespol.